# Henryk Stypułkowski
Henryk Gracjan Stypułkowski (ur. 23 grudnia 1892 w Wiźnie, zm. 20 stycznia 1938 w Warszawie) – pułkownik intendent z wyższymi studiami wojskowymi Wojska Polskiego II Rzeczypospolitej.

## Życiorys
Urodził się 23 grudnia 1892 roku w Wiźnie, jako syn Franciszka i Pelagii. Podjął studia na politechnice. Po wybuchu I wojny światowej wstąpił do Legionów Polskich. Służył w dziale prowiantury 1 pułku piechoty w składzie I Brygady. 1 lipca 1916 roku awansował na chorążego, a 1 kwietnia 1917 roku na podporucznika.
Po odzyskaniu przez Polskę niepodległości wstąpił do Wojska Polskiego. Uczestniczył w wojnie polsko-bolszewickiej. Od 2 listopada 1921 roku do 15 września 1923 roku był słuchaczem I Kursu Normalnego Wyższej Szkoły Intendentury w Warszawie. 3 maja 1922 roku został zweryfikowany w stopniu majora ze starszeństwem z dniem 1 czerwca 1919 roku i 11. lokatą w korpusie oficerów administracji, dział gospodarczy. 9 listopada 1923 roku, po ukończeniu studiów, został przeniesiony do Szefostwa Intendentury Dowództwa Okręgu Korpusu Nr III w Grodnie. W czasie studiów pozostawał oficerem nadetatowym Okręgowego Zakładu Gospodarczego Nr X w Przemyślu. W kwietniu 1924 został przydzielony do Wyższej Szkoły Intendentury na stanowisko asystenta. W listopadzie tego roku został przeniesiony (z ważnością od 1 kwietnia 1924) do korpusu oficerów intendentów z równoczesnym wcieleniem do Departamentu VII MSWojsk., jako oddziału macierzystego i pozostawieniem na zajmowanym stanowisku. W następnym miesiącu został przesunięty na etatowe stanowisko pełniącego obowiązki stałego wykładowcy. 1 grudnia 1924 roku awansował na podpułkownika ze starszeństwem z dniem 15 sierpnia 1924 roku i 1. lokatą w korpusie oficerów intendentów. 5 maja 1927 roku został przesunięty w Wyższej Szkole Intendentury w Warszawie na stanowisko dyrektora nauk. W latach 30. był kierownikiem Instytutu Technicznego Intendentury. 29 stycznia 1932 roku awansował na pułkownika ze starszeństwem z dniem 1 stycznia 1932 roku i 1. lokatą w korpusie oficerów intendentów. Był redaktorem czasopisma „Przegląd Intendencki”, w tym od 1926 do 1927 redaktorem naczelnym. 1 października 1934 roku został przeniesiony do Kierownictwa Centralnego Zaopatrzenia Intendenckiego na stanowisko kierownika. Następnie służył w dowództwie Korpusu Ochrony Pogranicza w Warszawie na stanowisku szefa intendentury. Pełnił funkcję prezesa Koła Oficerów Intendentów z wyższymi studiami wojskowymi . Był także członkiem Rady Administracyjnej Państwowych Zakładów Umundurowania w Warszawie .
Zmarł 20 stycznia 1938 roku w Warszawie. Pochowany 24 stycznia 1938 roku na Cmentarzu Wojskowym na Powązkach  (kwatera A19-7-14).

## Ordery i odznaczenia
- Krzyż Niepodległości (24 października 1931)[21]
- Krzyż Oficerski Orderu Odrodzenia Polski (11 listopada 1937)[22]
- Krzyż Walecznych (dwukrotnie)
- Złoty Krzyż Zasługi (16 marca 1928)[23]
- Medal Pamiątkowy za Wojnę 1918–1921
- Medal Dziesięciolecia Odzyskanej Niepodległości
- Medal 10 Rocznicy Wojny Niepodległościowej (Łotwa)[24]